# Kyrksæterøra
Kyrksæterøra is een plaats in de Noorse gemeente Hemne, provincie Trøndelag. Kyrksæterøra telt 2499 inwoners (2007) en heeft een oppervlakte van 2,52 km².

## Geboren
- Erik Hoftun (1969), Noors voetballer